# Соловьёв, Юрий Яковлевич (геолог)
Юрий Яковлевич Соловьёв (15 июля 1931, Москва — 24 декабря 2023, Москва) — советский и российский геолог, историк палеогеографии и геологии, профессор, заслуженный деятель науки РФ (2002).

## Биография
Родился 15 июля 1931 года в Москве.
В 1950—1955 годах учился на Геологическом факультете МГУ.
В 1958 году окончил вечерний Университет марксизма-ленинизма при МГК КПСС.
В 1959—1962 годах обучался в аспирантуре ГИН АН СССР.
В 1964 году защитил кандидатскую диссертацию по теме «История палеогеографии в России (до Октябрьской революции)». Установил характерные особенности становления палеогеографии как самостоятельной отрасли геологических знаний.
С 1955 года работал лаборантом, младшим и старшим научным сотрудником в лаборатории истории геологии Института геологических наук АН СССР.
В 1955—1958 годах был учёным секретарём Комиссии по геологической изученности СССР.
В 1967—1969 годах работал заведующим лабораторией геологического факультета в Кабульском политехническом институте в Афганистане, куда была командирована из геологического факультета МГУ его жена А. П. Соловьёва.
В 1970—1975 годах заведовал Отделением геологической литературы Библиотеки по естественным наукам в ИГЕМ АН СССР.
C 1975 года — старший научный сотрудник Лаборатории истории геологии ГИН АН СССР.
В 1989 году стал заведующим сектора истории геологии ГИН АН СССР.
В 1990—1991 годах — старший научный сотрудник Лаборатории сравнительной тектоники докембрия и фанерозоя ГИН АН СССР, в группе советника при дирекции В. В. Тихомирова.
В 1991—2005 году возглавлял Отдел истории геологии, который переехал в Государственного геологического музея имени В. И. Вернадского РАН (ГГМ РАН).
В 1993 году защитил докторскую диссертацию, в форме научного доклада, по теме «Развитие теоретических основ и методов палеогеографии в СССР (1922—1991)».
В 2003 году ему было присвоено звание профессора по специальности «история науки и техники», как руководитель двух аспирантов и трёх докторантов наук.
До 2006 года работал главным научным сотрудником Отдела истории геологии ГГМ РАН.
Был редактором монографий по истории науки, ответственным редактором серии «Очерки по истории геологических знаний» (Выпуск 20, 1979; выпуски 29-32, 1994—2006), и членом диссертационного научного совета ИИЕТ РАН.
В 2018 году опубликовал книгу «255 лет Государственному геологическому музею Российской академии наук: в круговороте российской истории», про Государственный геологический музей имени В. И. Вернадского РАН.

## Награды и звания

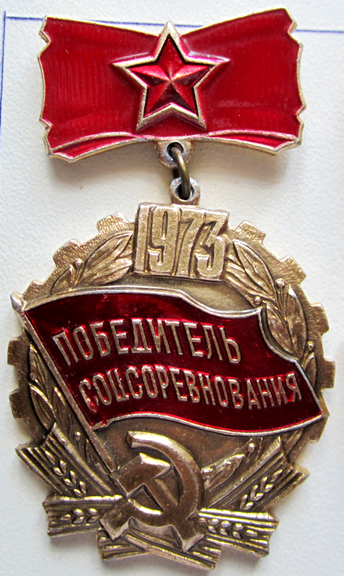

- 1973 — Победитель социалистического соревнования
- 1984 — Медаль «Ветеран труда»
- 1985 — Серебряная медаль ВДНХ
- 2002 — Заслуженный деятель науки РФ
- 2003 — Профессор.

## Членство в организациях
- 1957 — Советское национальное объединение историков естествознания и техники
- 1960 — Коммунистическая партия Советского Союза (КПСС)
- 1982 — Международная комиссия по истории геологических наук (INHIGEO).